# Binaural
Binaural — шостий студійний альбом американської рок-групи Pearl Jam, що вийшов в 2000 на лейблі Epic Records. Диск посів 2-е місце в американському чарті Billboard 200

## Про альбом
Після повномасштабного туру на підтримку попереднього альбому Yield, група зробила невелику перерву, після чого наприкінці 1999 року почала роботу над новим альбомом. Під час виробництва альбому група зіткнулася з проблемами, такими як творча криза Едді Веддера і лікування від наркотичної залежності гітариста Майка Маккріді.
Атмосферна музика, головним чином показує похмуру лірику, яка містить соціальну критику. Binaural став першим альбомом Pearl Jam який не досягне платинового статусу в Сполучених Штатах.
Подібно записи Yield, учасники групи працювали над матеріалом індивідуально перш, ніж почати сесії запису разом. Binaural був першим альбомом починаючи з дебюту групи, яка не продюсував Брендан О'Браєн. Стоун Ґоссард сказав, що група "відчувала, що прийшов час спробувати щось нове ". Замість цього група найняла виробника Чада Блейка, відомого з використання бінауральної запису. Бінауральний метод запису, полягає в тому, щоб використовувати два мікрофони, щоб створити 3D стереозвук, цей метод використовувався при записі кількох пісень, таких як «Of the Girl». Також це був перший альбом Pearl Jam з барабанщиком Меттом Камероном, який грав з групою ще під час «Yield Tour».
Binaural був записаний наприкінці 1999-го і на початку 2000 року в Сієтлі, на «Studio Litho», яка належить гітаристу Стоуну Ґоссардові. Альбом був спочатку мікшуватий на «Sunset Sound Factory» в Лос-Анджелес і, проте, гуртові не сподобався результат.

## Список композицій
| #   | Назва                                                     | Автор слів    | Автор музики                              | Тривалість |
| --- | --------------------------------------------------------- | ------------- | ----------------------------------------- | ---------- |
| 1.  | «Breakerfall»                                             | Едді Веддер   | Едді Веддер                               | 2:19       |
| 2.  | «Gods' Dice»                                              | Джеф Амент    | Джеф Амент                                | 2:26       |
| 3.  | «Evacuation»                                              | Едді Веддер   | Метт Кемерон                              | 2:56       |
| 4.  | «Light Years»                                             | Едді Веддер   | Стоун Ґоссард, Майк Маккріді, Едді Веддер | 5:06       |
| 5.  | «Nothing as it Seems»                                     | Джеф Амент    | Джеф Амент                                | 5:22       |
| 6.  | «Thin Air»                                                | Стоун Ґоссард | Стоун Ґоссард                             | 3:32       |
| 7.  | «Insignificance»                                          | Едді Веддер   | Едді Веддер                               | 4:28       |
| 8.  | «Of the Girl»                                             | Стоун Ґоссард | Стоун Ґоссард                             | 5:07       |
| 9.  | «Grievance»                                               | Едді Веддер   | Едді Веддер                               | 3:14       |
| 10. | «Rival»                                                   | Стоун Ґоссард | Стоун Ґоссард                             | 3:38       |
| 11. | «Sleight of Hand»                                         | Едді Веддер   | Джеф Амент                                | 4:47       |
| 12. | «Soon Forget»                                             | Едді Веддер   | Едді Веддер                               | 1:46       |
| 13. | «Parting Ways» (прихований трек «Writer's Block» на 6:49) | Едді Веддер   | Едді Веддер                               | 7:17       |